# Philipp Lahm
Philipp Lahm (phát âm tiếng Đức: [ˈfɪlɪp ˈlaːm]; sinh ngày 11 tháng 11 năm 1983) là một cựu cầu thủ bóng đá chuyên nghiệp người Đức từng thi đấu ở vị trí hậu vệ cánh. Được đánh giá là một trong những hậu vệ vĩ đại nhất mọi thời đại trong lịch sử bóng đá và là cầu thủ dành cả sự nghiệp gắn bó với Bayern Munich, anh từng góp mặt trong đội hình tiêu biểu FIFA World Cup các năm 2006 và 2010, đội hình tiêu biểu Euro 2008 và Euro 2012 cũng như đội hình xuất sắc nhất các năm 2006, 2008, 2012 và 2013 của UEFA. Mặc dù thuận chân phải, anh vẫn hoàn toàn thi đấu được cả hai bên cánh. Lối chơi của anh thường là cắt bóng từ biên vào giữa sân để sút hoặc chuyền. Ngoài khả năng rê dắt bóng và tốc độ, anh còn được biết đến với những cú tắc bóng chính xác cùng thể hình nhỏ con của mình khiến anh được đặt biệt danh là "Magic Dwarf" (chú lùn kì diệu).
Sau khi Lahm cùng đội tuyển Đức giành chức vô địch World Cup 2014 trên đất Brasil, anh chính thức tuyên bố từ giã sự nghiệp thi đấu đội tuyển quốc gia sau 10 năm gắn bó. Tổng cộng anh thi đấu 113 trận và ghi được 5 bàn thắng.

## Sự nghiệp

### Câu lạc bộ
Philipp Lahm là cầu thủ trưởng thành từ lò đào tạo bóng đá trẻ của Bayern Munchen. Mùa giải 2003-2004 và 2004-2005, vì không cạnh tranh được vị trí với hậu vệ kì cựu người Pháp Bixente Lizarazu nên anh được cho VfB Stuttgart mượn và tại đây anh đã thi đấu 53 trận và ghi được 2 bàn. Lahm từng cùng Stuttgart lọt vào vòng 1/16 UEFA Champions League 2003-04. Tháng 7 năm 2005, Philipp Lahm trở về Bayern München. Thế nhưng vừa trở về Bayern, anh đã gặp chấn thương đầu gối và chỉ ra sân trở lại từ tháng 12 năm 2005. Cuối mùa giải 2005-2006, anh cùng Bayern đoạt cú đúp: Bundesliga và Cúp bóng đá Đức.
Vai trò của Lahm tại Bayern ngày càng quan trọng. Mùa bóng 2006/2007, Bayern chỉ xếp thứ 4 tại Bundesliga và mất quyền tham dự UEFA Champions League 2007-08 mùa bóng sau. Tuy nhiên đến mùa giải 2007-2008 với sự tăng cường các cầu thủ mới, Bayern giành cú đúp tại Đức nhưng thất bại tại Cúp UEFA 2007-08 trước Zenit Sankt Peterburg. Ngày 16 tháng 4 năm 2008, Lahm và Bayern đã gia hạn hợp đồng đến ngày 20 tháng 6 năm 2012.
Ngày 9 tháng 11 năm 2009, trong buổi trả lời phỏng vấn trước trận đấu với Schalke 04, Lahm đã lên tiếng chỉ trích chính sách chuyển nhượng của ban lãnh đạo Bayern cũng như chiến thuật của huấn luyện viên Louis van Gaal. Nguyên nhân là do Van Gaal đã kéo anh sang đá ở cánh phải, vốn không phải là cánh sở trường của anh, để nhường chỗ bên cánh trái cho hai tân binh Edson Braafheid và Daniel Pranjic. Việc thay đổi vị trí không phải sở trường đã hạn chế khả năng lên tham gia hỗ trợ tấn công của Lahm. Một ngày sau, ban lãnh đạo Bayern gồm Uli Hoeness, Karl-Heinz Rummenigge, Karl Hopfner đã họp khẩn cấp và quyết định phạt Lahm 25.000 euro. Tuy nhiên, vài ngày sau, chủ tịch Rummenigge lại bất ngờ tuyên bố trên tờ Hamburg Morgenpost rằng rất muốn Lahm làm đội trưởng của Bayern và khen Lahm: "Cậu ấy luôn là một trong những cầu thủ có phong độ ổn định nhất của đội." Sau sự kiện này, câu lạc bộ Tây Ban Nha FC Barcelona đã đưa ra ý định chiêu mộ anh trong kì chuyển nhượng mùa đông. Ngoài Barca, Lahm còn nhận được sự quan tâm đặc biệt từ phía Manchester United và Juventus.
Năm 2012, Lahm đã thất bại trong trận chung kết UEFA Champions League ở ngay trên loại sút luân lưu trước Chelsea FC với tỉ số 4-3. Bastian Schweinsteiger và Ivica Olic là hai cầu thủ đã đá hỏng phạt đền. Qua đó Bayern Muchen đoạt cú ăn 3 về nhì.
1 năm sau đó, Lahm giành được một danh hiệu Bundesliga sau 2 năm thống trị của Borussia Dortmund. Ngày 25/5/2013, Lahm đã chính thức giành được một chiếc danh hiệu UEFA Champions League sau khi đánh bại cựu vương Bundesliga một năm trước đó với tỉ số là 2-1. Mario Mandzukic và Arjen Robben là người ghi bàn cho ĐKVĐ Bundesliga. Còn Ilkay Gundogan là người ghi bàn danh dự cho Borussia Dortmund. Lahm hiện tại đang hướng tới chức vô địch Cúp quốc gia Đức với VfB Stuttgart.
Ngày 20 tháng 5 năm 2017, sau khi cùng Bayern München giành chức vô địch Bundesliga thứ 5 liên tiếp, Philipp Lahm tuyên bố kết thúc sự nghiệp thi đấu quốc tế sau 16 năm thi đấu chuyên nghiệp.

### Đội tuyển quốc gia
Lahm được khoác áo đội tuyển Đức lần đầu từ tháng 2 năm 2004 trong trận gặp Croatia. Anh có bàn thắng đầu tiên vào ngày 28 tháng 4 năm 2004 trong trận Đức gặp România. Sau đó anh có tên trong 23 cầu thủ Đức dự Euro 2004. Tại giải này, anh ra sân đủ cả ở 3 trận vòng bảng với thời gian thi đấu là 270 phút. Tuy nhiên đội tuyển Đức đã bị loại ngay vòng đấu bảng Euro 2004.
Tại World Cup 2006 tổ chức ngay tại Đức, Lahm đã ghi bàn thắng mở tỉ số trong trận khai mạc giữa Đức và Costa Rica để chung cuộc Đức giành thắng lợi 4-2. Với bàn thắng đó, Lahm trở thành cầu thủ đầu tiên ghi bàn tại World Cup 2006 và bàn thắng của anh được đánh giá là rất đẹp mắt, thể hiện sự khéo léo và kỹ thuật. Sau đó trong trận gặp Ba Lan, tuy không ghi được bàn thắng nhưng nhờ phong độ xuất sắc trong cả trận nên anh được nhận phần thường Cầu thủ xuất sắc nhất trận đấu khi trận đấu kết thúc. Hai huyền thoại bóng đá Pelé và Maradona đã khen ngợi Lahm rất nhiều sau 2 trận đầu tiên. Cuối cùng người Đức đã phải dừng chân tại bán kết trước đội tuyển Ý và giành hạng 3 chung cuộc sau thắng lợi trong trận tranh hạng ba trước Bồ Đào Nha. Tại World Cup 2006, Lahm cũng là cầu thủ Đức duy nhất đã chơi đủ 690 phút và được lựa chọn vào đội hình tiêu biểu của giải.
Nhờ thành tích trên tại World Cup mà Lahm có tên trong danh sách đề cử Quả bóng vàng thế giới 2006. Ngoài ra, anh còn được vào đội hình tiêu biểu của UEFA năm 2006 tại vị trí hậu vệ cánh trái. Tháng 6 năm 2007 Lahm và Owen Hargreaves được FIFA thông báo sẽ đến Nam Phi để tăng cường sự ủng hộ cho FIFA World Cup 2010.
Lahm tiếp tục được có tên trong 23 cầu thủ Đức dự Euro 2008 tại Áo và Thụy Sĩ cùng một vị trí chính thức trong đội hình xuất phát. Tại giải này, anh thường xuyên thi đấu ở vị trí hậu vệ phải, vị trí không phải sở trường của mình nhưng anh đã hoàn thành xuất sắc nhiệm vụ. Ngày 25 tháng 6 trong trận bán kết gặp Thổ Nhĩ Kỳ, phút 86, Lahm mắc lỗi để Sabri Sarioglu vượt qua chuyền vào cho Semih Şentürk ghi bàn gỡ hòa 2-2 cho Thổ Nhĩ Kỳ. Nhưng vào phút 90, Lahm có pha bật tường tuyệt đẹp với đồng đội để ghi bàn ấn định tỉ số 3-2 chung cuộc cho đội tuyển Đức. Bàn thắng này đưa Đức vào chung kết Euro 2008 còn Lahm được nhận phần thưởng Cầu thủ xuất sắc nhất trận đấu.
Sau khi Michael Ballack dính chấn thương và không thể góp mặt tại World Cup 2010 cùng đội tuyển Đức, Lahm đã được huấn luyện viên Joachim Löw chọn làm người kế thừa chiếc băng đội trưởng tuyển.

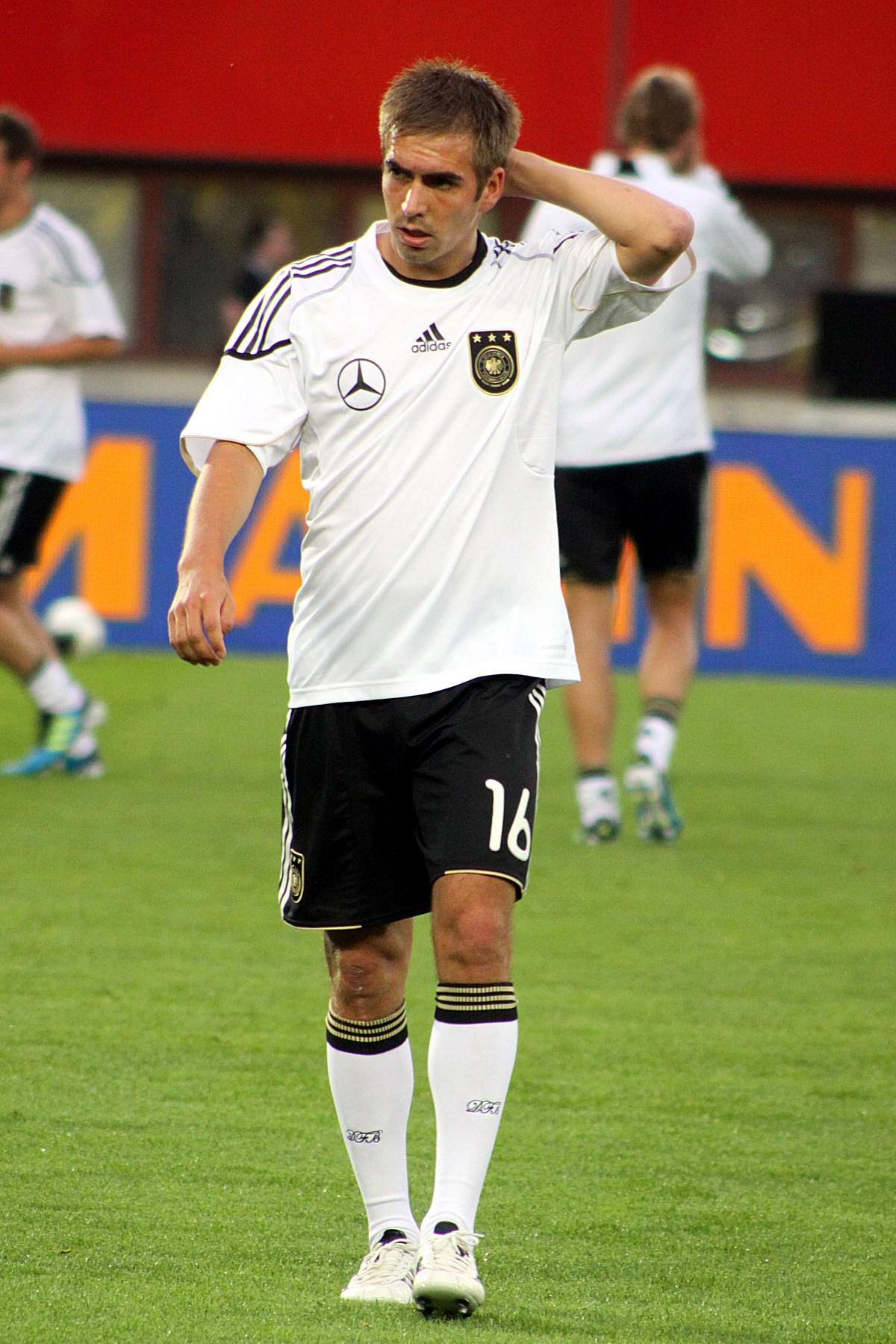
Lahm cũng tuyển Đức năm 2011.

Tại chiến dịch Euro 2012 tại Ba Lan - Ukraina, Lahm cùng các đồng đội đã đụng độ một bảng đấu rất mạnh với sự góp mặt của Cristiano Ronaldo và các đồng đội (Bồ Đào Nha), đụng độ với người đồng đội tại Bayern Munchen là Arjen Robben (Hà Lan) và Đan Mạch. Nhưng đoàn quân của ông Joachim Loew đã thể hiện một màn trình diễn xuất sắc trước các "ông lớn" của châu Âu. Tại vòng tứ kết, Die Manschaft đã xuất sắc đánh bại Hy Lạp với tỉ số không tưởng 4-2. Tại bán kết, Lahm và các đồng đội đã không may khi phải đụng với các cầu thủ Ý và để họ đánh bại với tỉ số 1-2. Đức đã bị loại khỏi Euro 2012 nhưng NHM đã gọi những cỗ xe tăng là "Những kẻ thất bại vĩ đại".
Tại FIFA World Cup 2014, Lahm tiếp tục là thủ quân đội tuyển Đức và đã cùng đồng đội đem về chiếc cúp vàng thứ 4 cho nước nhà sau chiến thắng 1-0 trước Argentina trong trận chung kết.
Ngày 18 tháng 7 năm 2014, Philipp Lahm, đã tuyên bố giã từ sự nghiệp thi đấu quốc tế ở tuổi 30. Sau 10 năm cống hiến cho ĐTQG Đức, tổng cộng anh đã có 113 lần ra sân và ghi được 5 bàn thắng.

### Phong cách thi đấu
Lahm chưa từng nhận một thẻ đỏ nào trong suốt sự nghiệp chơi bóng chuyên nghiệp của mình dù thi đấu ở vị trí hậu vệ.

## Thống kê sự nghiệp

### Câu lạc bộ
Tính đến  ngày 20 tháng 5 năm 2017
| Câu lạc bộ          | Câu lạc bộ          | Câu lạc bộ          | Bundesliga | Bundesliga | Cúp quốc gia | Cúp quốc gia | Cúp liên đoàn | Cúp liên đoàn | Châu Âu | Châu Âu | Khác  | Khác  | Tổng cộng | Tổng cộng |
| Câu lạc bộ          | Bundesliga          | Mùa giải            | Trận       | Bàn        | Trận         | Bàn          | Trận          | Bàn           | Trận    | Bàn     | Trận  | Bàn   | Trận      | Bàn       |
| Đức                 | Đức                 | Đức                 | Bundesliga | Bundesliga | DFB-Pokal    | DFB-Pokal    | DFL-Ligapokal | DFL-Ligapokal | Châu Âu | Châu Âu | Khác1 | Khác1 | Tổng cộng | Tổng cộng |
| ------------------- | ------------------- | ------------------- | ---------- | ---------- | ------------ | ------------ | ------------- | ------------- | ------- | ------- | ----- | ----- | --------- | --------- |
| Bayern München II   | Regionalliga Süd    | 2001–02             | 27         | 2          | —            | —            | —             | —             | —       | —       | —     | —     | 27        | 2         |
| Bayern München II   | Regionalliga Süd    | 2002–03             | 34         | 1          | 1            | 0            | —             | —             | —       | —       | —     | —     | 35        | 1         |
| Bayern München II   | Regionalliga Süd    | 2005–06             | 2          | 0          | —            | —            | —             | —             | —       | —       | —     | —     | 2         | 0         |
| Bayern München II   | Tổng cộng           | Tổng cộng           | 63         | 3          | 1            | 0            | —             | —             | —       | —       | —     | —     | 64        | 3         |
| Bayern München      | Bundesliga          | 2002–03             | 0          | 0          | 1            | 0            | 0             | 0             | 1       | 0       | —     | —     | 2         | 0         |
| Bayern München      | Bundesliga          | 2005–06             | 20         | 0          | 4            | 0            | 0             | 0             | 3       | 0       | —     | —     | 27        | 0         |
| Bayern München      | Bundesliga          | 2006–07             | 34         | 1          | 3            | 0            | 2             | 0             | 9       | 0       | —     | —     | 48        | 1         |
| Bayern München      | Bundesliga          | 2007–08             | 22         | 0          | 5            | 0            | 3             | 0             | 10      | 1       | —     | —     | 40        | 1         |
| Bayern München      | Bundesliga          | 2008–09             | 28         | 3          | 3            | 1            | —             | —             | 7       | 0       | —     | —     | 38        | 4         |
| Bayern München      | Bundesliga          | 2009–10             | 34         | 0          | 6            | 1            | —             | —             | 12      | 0       | —     | —     | 52        | 1         |
| Bayern München      | Bundesliga          | 2010–11             | 34         | 3          | 5            | 0            | —             | —             | 8       | 0       | 1     | 0     | 48        | 3         |
| Bayern München      | Bundesliga          | 2011–12             | 31         | 0          | 5            | 0            | —             | —             | 14      | 0       | —     | —     | 50        | 0         |
| Bayern München      | Bundesliga          | 2012–13             | 29         | 0          | 5            | 0            | —             | —             | 12      | 0       | 1     | 0     | 47        | 0         |
| Bayern München      | Bundesliga          | 2013–14             | 28         | 1          | 4            | 0            | —             | —             | 12      | 0       | 2     | 0     | 50        | 1         |
| Bayern München      | Bundesliga          | 2014–15             | 20         | 2          | 4            | 0            | —             | —             | 8       | 0       | 1     | 0     | 33        | 2         |
| Bayern München      | Bundesliga          | 2015–16             | 12         | 0          | 2            | 0            | —             | —             | 5       | 0       | 1     | 0     | 20        | 0         |
| Bayern München      | Bundesliga          | 2016–17             | 26         | 1          | 4            | 1            | —             | —             | 7       | 0       | 1     | 0     | 38        | 2         |
| Bayern München      | Tổng cộng           | Tổng cộng           | 332        | 12         | 54           | 3            | 5             | 0             | 117     | 1       | 14    | 0     | 517       | 16        |
| VfB Stuttgart       | Bundesliga          | 2003–04             | 31         | 1          | 1            | 0            | 1             | 0             | 7       | 0       | —     | —     | 40        | 1         |
| VfB Stuttgart       | Bundesliga          | 2004–05             | 22         | 1          | 2            | 0            | 1             | 0             | 6       | 1       | —     | —     | 31        | 2         |
| VfB Stuttgart       | Tổng cộng           | Tổng cộng           | 53         | 2          | 3            | 0            | 2             | 0             | 13      | 1       | —     | —     | 71        | 3         |
| Tổng cộng sự nghiệp | Tổng cộng sự nghiệp | Tổng cộng sự nghiệp | 448        | 17         | 58           | 3            | 7             | 0             | 130     | 2       | 16    | 0     | 652       | 22        |

- 1.^ Bao gồm DFL-Supercup.

### Bàn thắng quốc tế
| #  | Ngày                     | Địa điểm                                  | Đối thủ              | Bàn thắng | Kết quả | Giải đấu       |
| -- | ------------------------ | ----------------------------------------- | -------------------- | --------- | ------- | -------------- |
| 1. | 28 tháng 4 năm 2004      | Sân vận động Giulesti, Bucharest, România | România              | 1–5       | 1–5     | Giao hữu       |
| 2. | 9 tháng 6 năm 2006       | WM-Stadion München, München, Đức          | Costa Rica           | 1–0       | 4–2     | World Cup 2006 |
| 3. | 25 tháng 6 năm 2008      | St. Jakob-Park, Basel, Thụy Sĩ            | Thổ Nhĩ Kỳ           | 3–2       | 3–2     | Euro 2008      |
| 4. | ngày 3 tháng 6 năm 2010  | Commerzbank-Arena, Frankfurt, Đức         | Bosna và Hercegovina | 1–1       | 3–1     | Giao hữu       |
| 5. | ngày 22 tháng 6 năm 2012 | PGE Arena, Gdańsk, Ba Lan                 | Hy Lạp               | 1–0       | 4–2     | Euro 2012      |

## Danh hiệu

### Câu lạc bộ

#### Bayern Munich[23]
- Bundesliga: 2005–06, 2007–08, 2009–10, 2012–13, 2013–14, 2014–15, 2015–16, 2016–17
- DFB-Pokal: 2005–06, 2007–08, 2009–10, 2012–13, 2013–14, 2015–16
- DFL-Supercup: 2010, 2012, 2016
- DFL-Ligapokal: 2007
- UEFA Champions League: 2012–13
- UEFA Super Cup: 2013
- FIFA Club World Cup: 2013

### Quốc tế
Đội tuyển Đức
- FIFA World Cup:  Vô địch (2014),  Hạng 3: 2006, 2010
- UEFA Euro:  Á quân 2008

### Cá nhân
- Cầu thủ xuất sắc nhất trận đấu Đức – Ba Lan World Cup 2006
- Cầu thủ xuất sắc nhất trận đấu Đức - Thổ Nhĩ Kỳ Euro 2008
- Đội hình tiêu biểu World Cup 2006[24]
- Đội hình tiêu biểu Euro 2008
- Đội hình trong năm của UEFA: 2006, 2008
- Đội hình trong năm của FIFA: 2008
- FIFA/FIFPro World XI: 2013